# Jorge Bazán
Jorge Luis Bazán Lazarte (Lima, 23 marzo 1991) è un calciatore peruviano, centrocampista del Deportivo Garcilaso.
Durante la sua prima esperienza all'Alianza Lima i suoi compagni di squadra lo hanno soprannominato il "Farfán mancino", per la capacità che ha di tenere in apprensione le difese avversarie.

## Carriera

### Club
La sua carriera da calciatore inizia nel 2007 quando viene acquistato dall'Esther Grande Bentín, insieme al suo amico Luis Advíncula, per militare nelle varie divisioni giovanili del club. Dopo due stagioni viene notato da un emissario dell'Alianza Lima, che decide di consigliarlo alla società la quale lo acquista nel 2009. Il suo esordio in prima squadra arriva il 13 febbraio 2011 durante il match di campionato giocato contro l'Unión Comercio e, in quell'occasione, realizza anche la sua prima rete in carriera. La sua prima ammonizione in carriera arriva il 15 maggio, durante la partita svolta contro lo Sport Huancayo. Subisce la prima espulsione in carriera l'11 dicembre, per doppia ammonizione, durante il match tra l'Alianza Lima e il Juan Aurich.

### Nazionale
Dal 2011 milita nell'Under-20 dopo aver debuttato il 16 gennaio 2011 durante il match giocato contro il Cile Under-20.